# Dâmina Pereira
Dâmina de Carvalho Pereira (Lavras, 2 de dezembro de 1952), é uma empresária e política brasileira, atualmente filiada ao Podemos. É ex-deputada federal por Minas Gerais. É a primeira mulher natural de Lavras a ocupar o cargo.

## Biografia
Foi eleita deputado federal em 2014, para a 55.ª legislatura (2015-2019), pelo PMN. Posteriormente, se filiou ao Partido da Mulher Brasileira (PMB), antes de migrar, em 2016, para o PSL. Em março de 2018, ingressou no PODE.
Votou a favor do Processo de impeachment de Dilma Rousseff. Posteriormente, votou a favor da PEC do Teto dos Gastos Públicos. Em abril de 2017, foi contrária à Reforma Trabalhista. Em agosto de 2017, votou contra o processo em que se pedia abertura de investigação do então Presidente Michel Temer, ajudando a arquivar a denúncia do Ministério Público Federal.